# Маккэнн, Колум
Колум Маккэнн (англ. Colum McCann, род. 28 февраля 1965) — ирландский писатель, автор таких романов, «И пусть вращается прекрасный мир» (Let the Great World Spin), «Танцовщик», «ТрансАтлантика». Профессор современной литературы в Европейской высшей школе в швейцарском городе Саас-Фе и профессор художественной литературы на курсе творческой письменной речи в Хантерском колледже Городского университета Нью-Йорка.
Проза Маккэнна была переведена более чем на 20 языков. Он писал для множества изданий, включая The New York Times, The Atlantic Monthly, GQ, The Times, The Irish Times, The Paris Review, Granta и La Repubblica. Режиссёр Гари Маккендри (Gary McKendry) снял короткометражный фильм по рассказу Колума Маккэнна «Всё на благо государства» (Everything in this Country Must). Фильм получил номинацию на Оскар в 2005 году.
В 2003 году журнал Esquire назвал Маккэнна «лучшим и ярчайшим» молодым романистом. Он также был удостоен премии Пушкарт, ирландской премии Руни, премии «Ирландский роман года» и премии Ирландского фонда мемориала принцессы Монако Грейс в 2002 году. Колум числится в Зале славы Хеннесси.
В его романе «И пусть вращается прекрасный мир» приводится реальная история Филиппа Пети как «сквозная метафора», которая «сплетает все сюжетные линии в мощную аллегорию событий 11 сентября». Роман завоевал многочисленные награды, в частности Национальную американскую премию и Дублинскую литературную премию. Дж. Дж. Абрамс приобрёл права на фильм и пообещал поработать с Маккэнном над сценарием. В 2010 году Маккэнн в соавторстве с музыкантом Джо Хёрли написал вокальный цикл под названием «Дом, который построил конь (И пусть вращается прекрасный мир)» — специально для одного из персонажей книги — проститутки Тилли.

## Биография
Маккэнн родился в Дублине 28 февраля 1965 года. Свою карьеру репортёра начал в «The Irish Press». В США он приехал с целью написать произведение в концепции «великого американского романа» (Great American Novel). В 1986 году он отправился в вело-тур через всю Америку, на протяжении которого побывал в самых разных жизненных ситуациях: жил в амишских семьях, бедных афроамериканских семьях, общался с богатыми южанами, работал барменом, вело-механиком, наёмником на ранчо, уборщиком бассейнов.

Я впитывал всё вокруг себя, в основном как наблюдатель. И я начал осознавать ценность историй. Казалось, каждый хочет выговориться. Тогда я понял для себя суть писательства – глубокая необходимость рассказывать снова и снова.— Колум Маккэнн, 
Набравшись опыта в дороге, Колум начал работать гидом по дикой местности в программе для несовершеннолетних преступников в Техасе, после получил степень бакалавра в местном университете. В 1992 он женился на Эллисон Хоук и переехал с ней в Японию, где прожил полтора года. После этого Маккэнны перебрались в Нью-Йорк, где живут и сейчас, воспитывая троих детей - Изабеллу, Джона Майкла и Кристиана.
15 июня 2011 роман «И пусть вращается прекрасный мир» принёс Маккэнну Дублинскую литературную премию, самую прибыльную литературную премию в мире. Это был второй раз в истории, когда ирландский писатель стал лауреатом данной премии. Среди судей были Джон Бойн и Майкл Хоффман. Экспертный совет описал книгу как «выдающееся литературное произведение, настоящий роман XXI века, который ведёт диалог со своим временем, но не подчиняется ему», а также сослался на пролог, в котором «жители Нью-Йорка замерли ошеломлённые, затаив дыхание, ведь этот виртуоз затянул их в мир, который прежде казался совсем невероятным»; заявив, что «Колум Маккэнн делает то же самое своим романом: завораживает читателя, как тот артист — ньюйоркцев, оставляя их такими же тронутыми и благодарными». Лорд-мэр Дублина Джерри Брин сказал: «Как замечательно и своевременно чествовать дублинского победителя в этом году, ведь Дублин также получил звание Города Литературы ЮНЕСКО». В последующем интервью Маккэнн восхвалял своих друзей-номинантов Уилльяма Тревора и Июня Ли, подчёркивая, что каждый из них достоин победы.

Мне всегда кажется, что я не достоин призов, которые получаю.— Колум Маккэнн, 

## Книги о Колуме Маккане
- Cusatis, John. Understanding Colum McCann. Columbia: University of South Carolina Press, 2011.(Online excerpt)